# The Killer Inside
The Killer Inside ist der vom Sender ZDFneo verwendete Titel der frankokanadischen Fernsehserie Mensonges (deutsch Lügen), die im internationalen Raum ebenfalls unter dem in Deutschland bekannten Titel vermarktet wird. Eine deutsche Erstausstrahlung findet seit dem 10. Oktober 2016 statt.

## Inhalt
Die Serie zentriert auf die Arbeit von Verhörspezialisten einer Polizeieinheit in Montreal, Kanada.

## Besetzung
- Fanny Mallette als Julie Beauchemin
- Éric Bruneau als Maxime Moreli
- Sylvain Marcel als Bob Crépault